# Mireille et Lucien
 (juillet 2025).
Pour plus de détails, voir Fiche technique et Distribution.
Mireille et Lucien est un court métrage belge réalisé en 2001 par Philippe Blasband.

## Distribution
- Aylin Yay : Mireille, une jeune femme qui s'est fait refaire le visage et tente d'oublier une jeunesse gâchée par une maladie dégénérative
- Serge Larivière : Lucien Pointeur, un homme qui vient de purger une peine de sept ans de prison pour viol de mineure
- Pascal Lefebvre : Jean-Jean, un petit braqueur qui a protégé Lucien en prison
- Patrice Mincke : Michel, son complice
- Martine Willequet : la femme du bureau d'adoption
- Alice De Visscher : la jeune fille qui a été violée